# Université d'État de Floride
Pour les articles homonymes, voir FSU.
L'université d'État de Floride, ou Florida State University, couramment appelée FSU, est une université américaine fondée en 1851. Le campus principal est situé à Tallahassee. L'université propose plus de 300 programmes d'étude, y compris des formations professionnalisantes. Les formations doctorales sont soutenues par une activité de recherche reconnue.

## Historique
L'université a été officiellement fondée en 1851 sur son campus actuel, le plus ancien de Floride, qui a connu une activité institutionnelle discontinue depuis 1843, deux ans avant même l'admission de la Floride dans les États-Unis d'Amérique. Sa devise est « Vires, artes, mores ».
En 2025, une fusillade survient sur le campus de l'université d'État de Floride près de l'espace vie étudiante, tuant deux personnes et en blessant six autres,,.

## Présentation
L'université est l'une des plus importantes de Floride ; elle fournit plus de 2 000 diplômes chaque année et constitue un des principaux pôles du système universitaire de l'État de Floride. En 2007, les activités de recherche au FSU ont été officiellement distinguées, ce qui lui a permis d'augmenter ses frais d'inscriptions au même niveau que ceux de l'université de Floride à Gainesville (l'autre grande université publique de l'État), c'est-à-dire 40 % au-dessus de l'université typique gérée par l'État. L'université d'État de Floride accueille de nombreux programmes nationaux en sciences, sciences sociales, cinéma, sciences de l'ingénieur, art, commerce, sciences politiques, et en droit. Elle héberge un laboratoire national, le National High Magnetic Field Laboratory (en).
Les programmes sportifs des Seminoles de Florida State représentent l'université, les principaux étant les équipes d'athlétisme et de football américain.

## Personnalités liées à l'université

### Étudiants
- Dalaa al Moufti (1961-), écrivaine syrienne
- Mokgweetsi Masisi, président de la république du Botswana